# The Press-Enterprise
The Press-Enterprise es un periódico diario de pago publicado por Digital First Media que sirve al área de Inland Empire, en el sur de California (Estados Unidos). Con sede en el centro de Riverside es el principal periódico del condado de Riverside, con una fuerte penetración en el vecino condado de San Bernardino. El área de circulación geográfica del periódico abarca desde la frontera del condado de Orange, California, al oeste, al este hasta el Valle de Coachella, al norte hasta las montañas de San Bernardino y al sur hasta la línea del condado de San Diego. Press-Enterprise es miembro del Southern California News Group.